# Marco Pompeu Silvano Estabério Flaviano
Marco Pompeu Silvano Estabério Flaviano ou Flavino (em latim: Marcus Pompeius Silvanus Staberius Flavianus ou Flavinus; m. 83), conhecido apenas como Pompeu Silvano, foi um senador romano nomeado cônsul sufecto em 45 com Aulo Antônio Rufo e em 76 com Lúcio Tâmpio Flaviano. Segundo Werner Eck, é possível que ele seja originário de Arelate e certamente era da Gália Narbonense. Silvano era filho de Marco Pompeu Prisco, um senador conhecido por um senatus consultum de 20 de teor desconhecido. Os outros três nomes de seu nome completo ("Silvano Estabério Flaviano") podem ser decorrentes de uma adoção testamentária ou herança do nome da família de sua mãe.

## Carreira
A primeira vez que Silvano foi cônsul foi como sufecto para um nundínio em 45. Pouco mais de dez anos depois, ele foi nomeado procônsul da África para o período de 56 a 58. Depois de retornar a Roma, Silvano foi acusado por atos durante o seu governo na África, mas foi absolvido por Nero.
Durante o ano dos quatro imperadores (69), Silvano foi nomeado governador da Dalmácia por Galba. Tácito o descreve como "rico e avançado em anos", o que provavelmente era exatamente o que Galba queria: um político sem expressão cuidando de uma importante província. Porém, Silvano se mostrou suscetível aos apelos do legado militar Lúcio Ânio Basso, que o encorajou a apoiar Vespasiano num momento crítico. Como recompensa, Silvano foi nomeado para um segundo consulado para o nundínio de março-abril ou maio-junho de 76 com Lúcio Tampio Flaviano, uma honra relativamente rara na época.
Silvano foi ainda designado cônsul para um terceiro mandato, o de 83, mas ele morreu antes de assumir o cargo. Tácito menciona que ele não teve filhos.